# Ľuboreč
Ľuboreč je obec na Slovensku, v okrese Lučenec v Banskobystrickém kraji. Žije zde 348 obyvatel.
První písemná zmínka o obci pochází z roku 1271. V obci se nachází gotický evangelický kostel a římskokatolický kostel Božího milosrdenství.